# William Maxwell
William Maxwell (Arbroath, 21 september 1876 – Stone, 14 juli 1940) was een Schots voetballer die speelde als aanvaller. Hij was eenmaal Schots topschutter en werd eenmaal geselecteerd voor het Schots voetbalelftal. Na zijn spelersloopbaan werd Maxwell voetbaltrainer en bondscoach van het Belgisch voetbalelftal.

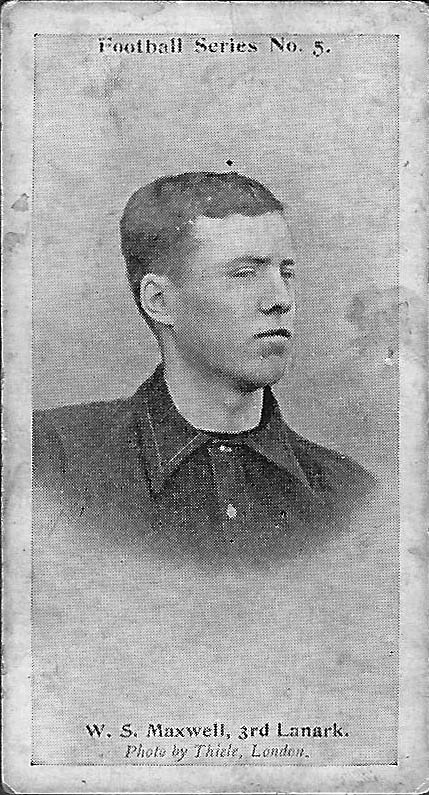
William Maxwell in 1902

## Loopbaan

### Als speler
Maxwell speelde in de jeugdreeksen van Hearts Strollers en Arbroath FC en debuteerde bij deze laatste ploeg in het eerste elftal als aanvaller. Daarna speelde hij nog voor korte tijd bij Heart of Midlothian FC en Dundee FC.
In 1895 tekende Maxwell bij het Engelse Stoke City FC en bleef er zes seizoenen voetballen. Hij speelde er 153 wedstrijden en scoorde in totaal 74 doelpunten. Tijdens zijn verblijf bij Stoke werd Maxwell in 1897 eenmaal geselecteerd voor het Schots voetbalelftal.
Maxwell keerde in 1900 terug naar Schotland en trok naar Third Lanark AC waar hij in 1902 Schots topschutter werd.
In 1902 verhuisde Maxwell terug naar Engeland en ging voor Sunderland FC spelen. Daarna was hij nog aan de slag bij Millwall FC en in 1905 trok Bristol City FC hem aan. Daar speelde hij nog drie seizoenen en scoorde 58 doelpunten in 120 wedstrijden.

### Als trainer
In 1909 kreeg Maxwell de kans om voetbaltrainer te worden in België en hij trok naar Royal Léopold Club waar hij aan de slag ging als trainer. De club behaalde een tiende plaats in de Eerste klasse en het jaar daarop werd de negende plaats behaald. Hij bleef er tot in 1911.
Ondertussen was Maxwell vanaf maart 1910 benoemd tot bondscoach van het Belgisch voetbalelftal. Hij bleef de ploeg trainen tot aan het begin van het Eerste Wereldoorlog toen hij terugkeerde naar Engeland. Eerst werd zijn taak overgenomen door Charles Bunyan en toen deze eveneens terugkeerde naar Engeland was bondsvoorzitter Edouard de Laveleye de selectieheer.Hij was gelijktijdig ook van 1912 tot 1914 trainer van Daring CB.
Op 17 februari 1920 nam Maxwell zijn taak als bondscoach terug op net voor de Olympische Zomerspelen te Antwerpen. Hij was eveneens de trainer van het elftal dat deelnam aan de Olympische Zomerspelen 1924 in Parijs en de Olympische Zomerspelen 1928 in Amsterdam. Na deze laatste spelen, die evenals deze van Parijs weinig succesvol waren, legde Maxwell zijn taak als bondscoach neer en werd opgevolgd door de Oostenrijker Victor Löwenfeldt. Maxwell zat bij 75 wedstrijden op de trainersbank, anno 2025 nog steeds het hoogste aantal op Guy Thys na.Ondertussen was hij ook trainer van FC Malinois geworden, en dat van 1925 tot 1940.
In 1936 werd Maxwell ook trainer bij Cercle Brugge en leidde de ploeg onmiddellijk naar de kampioenstitel in Tweede klasse. Na het seizoen vertrok Maxwell terug naar Engeland waar hij in 1940 stierf.